# 無綫電視外購紀錄片列表
本條目列出曾於無綫電視播放但並非由其公司所製作的紀錄片。

註：節目名稱前的為該節目於無綫電視的首播日期及頻道，節目名稱後的為該節目於其所屬地區的首播年份(如有)。

粤語配音─無綫電視製作以此底色標示

粤語配音─非無綫電視製作以此底色標示

配音情況不明以此底色標示

無粤語配音以此底色標示

## 歷史人文
| 节目名稱                      | 頻道              | 首播日期       | 集數      | 備註       |
| 浴血馬來亞 (Operation Malaya) | 明珠台            | 1970年4月22日  |           |            |
| 絲綢之路                      | 翡翠台            | 1983年7月      | 第一部    |            |
| 絲綢之路                      | 翡翠台            | 1984年6月      | 第二部    |            |
| 絲綢之路                      | 翡翠台            | 1985年         | 第二部    |            |
| 黃河                          | 翡翠台            | 1987年         |           |            |
| 守護敦煌                      | 明珠台            | 2002年6月28日  |           | [ 1 ]      |
| 築夢2008                      | 明珠台            |                |           |            |
| 宇宙未來報告                  | 翡翠台            | 2003年3月30日  | 8         |            |
| 復活的軍團                    | 翡翠台            | 2005年         | 6         |            |
| 香港十年                      | TVB新聞2台        | 2007年6月30日  | 8         | [ 2 ]      |
| 大国崛起                      | 翡翠台            | 2007年7月2日   | 12        | 後期製作版 |
| 敦煌                          | 翡翠台 高清翡翠台 | 2010年2月21日  | 9         | 後期製作版 |
| 台北故宮的秘密                | 翡翠台            | 2010年3月22日  | 6         | 後期製作版 |
| 頤和園 華麗背後               | 翡翠台            | 2010年5月10日  | 8         | 後期製作版 |
| 雲端上的秘景                  | 高清翡翠台        | 2012年10月1日  | 1         |            |
| 現代古文明                    | 明珠台            | 2013年9月28日  | 13        | [ 3 ]      |
| 騙案之都                      | 明珠台            | 2014年3月26日  | 第一季#10 |            |
| 騙案之都                      | 明珠台            | 2015年4月17日  | 第二季#10 |            |
| 邊城故事                      | 高清翡翠台        | 2014年10月5日  | 13        |            |
| 發現肯尼亞                    | 高清翡翠台        | 2014年10月5日  | 3         |            |
| 北地人．情                    | 高清翡翠台        | 2014年10月11日 | 4         |            |
| 絲路同行                      | 翡翠台 高清翡翠台 | 2015年10月8日  | 8         | 後期製作版 |
| 瓷路                          | J5                | 2016年10月2日  | 6         |            |

- 明珠台：誰殺甘迺迪 (The Men Who Killed Kennedy)
- 明珠台：911反恐客機 (The Flight That Fought Back)
- 明珠台：世紀名人錄 (Power Players)
- 明珠台：20世紀名人錄 (The Greats)
- 明珠台：殺他死 (How to Commit the Perfect Murder)
- 明珠台：無痛死刑 (How to Kill a Human Being)
- 明珠台：甘迺迪兄弟 (The Kennedy Brothers A Hardball Documentary with Chris Matthews)
- 明珠台：細說達爾文 (Charles Darwin and the Tree of Life)
- 明珠台：克林頓與克林頓 (Clinton and the Clintons)

## 政治
| 节目名稱                        | 頻道   | 首播日期      | 集數 | 備註 |
| 女皇加冕記 (A Queen Is Crowned) | 明珠台 | 1969年8月22日 |      |      |
| 百年小平                        | 翡翠台 | 2004年8月29日 |      |      |
| 輝煌中國                        | 明珠台 | 2018年1月18日 | 6    |      |
| 強軍                            | 明珠台 | 2018年3月1日  | 8    |      |
| 大國外交                        | 明珠台 | 2018年4月26日 | 6    |      |

## 飲食
| 节目名稱     | 頻道       | 首播日期       | 集數      | 備註                                                          |
| 食物工房     | 明珠台     | 2011年7月6日   | 第二季#8  |                                                               |
| 食物大搜查   | 明珠台     | 2011年8月31日  | 第二季#10 |                                                               |
| 食物大搜查   | 明珠台     | 2012年2月29日  | 第三季#10 |                                                               |
| 食物大搜查   | 明珠台     | 2012年10月10日 | 第四季#10 |                                                               |
| 舌尖上的中国 | 無線為食台 | 2012年6月16日  | 第一季#7  | TVB网頁 （页面存档备份，存于）                                |
| 舌尖上的中国 | TVB為食台  | 2014年6月14日  | 第二季#8  | TVB网页 （页面存档备份，存于） TVB网页 （页面存档备份，存于） |
| 江南味道     | TVB為食台  | 2013年         | 8         | TVB网頁 （页面存档备份，存于）                                |
| 湘當韻味     | 翡翠台     | 2013年7月20日  | 第一辑#6  | 後期製作版 TVB网页 （页面存档备份，存于）                     |
| 湘當韻味     | 高清翡翠台 | 2014年8月3日   | 第二辑#7  | TVB网頁 （页面存档备份，存于）                                |
| 致肥元兇     | 明珠台     | 2013年9月26日  | 3         | 明珠推介                                                      |
| 食得精明     | 明珠台     | 2014年1月20日  | 5         | TVB网頁 （页面存档备份，存于）                                |
| 台灣食堂     | 高清翡翠台 | 2014年3月9日   | 第一辑#13 | TVB网頁 （页面存档备份，存于）                                |
| 台灣食堂     | 高清翡翠台 | 2015年1月10日  | 第二辑#13 | TVB网頁 （页面存档备份，存于）                                |
| 台灣食堂     | 為食台     | 2017年         | 第三辑#13 | TVB网頁 （页面存档备份，存于）                                |
| 神奇蘑菇     | 明珠台     | 2015年4月30日  | 1         | TVB网頁 （页面存档备份，存于）                                |
| 華麗菜市場   | 高清翡翠台 | 2015年7月18日  | 第一辑#5  | TVB网頁 （页面存档备份，存于）                                |
| 華麗菜市場   | J5         | 2016年9月18日  | 第2辑#5   |                                                               |
| 茶           | J5         | 2016年11月13日 | 6         |                                                               |

## 自然科學
| 节目名稱                                                                  | 頻道              | 首播日期       | 集數     | 備註                                              |
| 征服額菲爾士峰 （The Conquest of Everest）                                | 明珠台            | 1969年7月19日  | 1        |                                                   |
| （Planet Earth）                                                          | 明珠台            | 2007年11月     | 11       | [ 3 ]                                             |
| 發現新大陸 (Wild China)                                                   | 明珠台            | 2008年8月26日  | 6        |                                                   |
| 地球很美有賴你 （Home）                                                   | 明珠台            | 2009年6月5日   | 1        | 世界環保日特備節目                                |
| Life (Life)                                                               | 明珠台            | 2010年8月3日   | 10       | [ 3 ]                                             |
| 南太平洋 （South Pacific）                                                | 明珠台            | 2010年12月7日  | 6        |                                                   |
| 私房藥 （Grow Your Own Drugs）                                            | 明珠台            | 2010年12月30日 | 第二季#6 |                                                   |
| 太陽系奇觀 （Wonders of the Solar System）                                | 明珠台            | 2011年4月12日  | 5        | TVB网页 （页面存档备份，存于）                    |
| 天下為家 （Human Planet）                                                 | 明珠台            | 2011年5月17日  | 8        | [ 3 ]                                             |
| 地球冰失 （Frozen Planet）                                                | 明珠台            | 2011年12月13日 | 6        | TVB网页 （页面存档备份，存于）                    |
| 宇宙解碼 （How the Universe Works）                                       | 明珠台            | 2012年4月11日  | 第一季#8 |                                                   |
| 宇宙解碼 （How the Universe Works）                                       | 明珠台            | 2013年5月1日   | 第二季#8 | [ 3 ]                                             |
| 生命動能                                                                  | 高清翡翠台        | 2012年7月22日  | 第一季#7 |                                                   |
| 生命動能                                                                  | 高清翡翠台        | 2016年1月3日   | 第二季#6 |                                                   |
| 種出個地球? （How to Grow a Planet）                                      | 明珠台            | 2012年8月29日  | 3        | TVB網頁 （页面存档备份，存于）                    |
| 霍金新紀元 （Brave New World with Stephen Hawking）                       | 明珠台            | 2013年1月16日  | 5        | TVB網頁 （页面存档备份，存于）                    |
| 在森林和原野 （ダーウィンが来た! 〜生きもの新伝説〜）                     | 高清翡翠台        | 2013年9月28日  | 14       |                                                   |
| 極南                                                                      | 翡翠台 高清翡翠台 | 2014年1月4日   | 5        | 後期製作版 TVB網頁 （页面存档备份，存于）         |
| 野性英倫 （Wild Kingdom）                                                             | 明珠台            | 2014年7月1日   | 4        |                                                   |
| 狒狒·爱生活 （Living with Baboons）                                       | 明珠台            | 2014年7月1日   | 1        |                                                   |
| 太陽的奧秘 （The Secret Life of the Sun）                                                           | 明珠台            | 2014年9月17日  | 1        | TVB網頁 （页面存档备份，存于）                    |
| 雲上實驗室 （Operation Cloud Lab Secrets of the Skies）                                                           | 明珠台            | 2014年10月8日  | 2        | TVB網頁 （页面存档备份，存于）                    |
| 極端天氣襲地球 （Worst Weather Ever?）                                                       | 明珠台            | 2014年10月22日 | 1        | TVB網頁 （页面存档备份，存于）                    |
| 極光傳說 （Aurora legend）                                                             | 明珠台            | 2014年10月29日 | 1        | TVB網頁 （页面存档备份，存于）                    |
| 歐洲大陸 （Birth of Europe）                                                             | 明珠台            | 2014年11月11日 | 1        | TVB網頁 （页面存档备份，存于）                    |
| 蛻變科學 （Metamorphosis The Science of Change）                                                             | 明珠台            | 2014年11月11日 | 1        | TVB網頁 （页面存档备份，存于）                    |
| 透視海洋 （Light the Ocean）                                                             | 明珠台            | 2014年11月26日 | 1        | TVB網頁 （页面存档备份，存于）                    |
| 海洋警號 （Acid Ocean）                                                             | 明珠台            | 2014年12月3日  | 1        | TVB網頁 （页面存档备份，存于）                    |
| 萬物心靈 （Inside the Animal Mind）                                                             | 明珠台            | 2015年1月7日   | 3        | TVB網頁 （页面存档备份，存于）                    |
| 功夫獴 （Meerkats Secrets of an Animal Superstar）                                                               | 明珠台            | 2013年1月13日  | 1        | TVB網頁 （页面存档备份，存于）                    |
| 探索宇宙 （Cosmos A Spacetime Odyssey）                                   | 明珠台            | 2015年3月4日   | 13       | TVB網頁 （页面存档备份，存于）                    |
| 意國庭園 （Cosmos A Spacetime Odyssey）                                   | 明珠台            | 2015年3月5日   | 4        | 首播時不設粵語配音 TVB網頁 （页面存档备份，存于） |
| 法國庭園 （Monty Don's French Gardens）                                                             | 明珠台            | 2015年4月2日   | 3        | 首播時不設粵語配音 TVB網頁 （页面存档备份，存于） |
| 人/魚化身 （Your Inner Fish）                                                            | 明珠台            | 2015年6月3日   | 3        | TVB網頁 （页面存档备份，存于）                    |
| 救救小孤雛 （Nature's Miracle Orphans）                                                           | 明珠台            | 2015年6月16日  | 3        |                                                   |
| 我們的宇宙 （Human Universe）                                             | 明珠台            | 2015年6月24日  | 5        | TVB網頁 （页面存档备份，存于）                    |
| 超能昆蟲 （곤충, 위대한 본능）                                                             | 高清翡翠台        | 2015年7月4日   | 2        | TVB網頁 （页面存档备份，存于）                    |
| 野外一年 （A Year in the Wild）                                                             | 高清翡翠台        | 2015年7月12日  | 5        |                                                   |
| 宇宙無限 （Which Universe Are We in?）                                                             | 明珠台            | 2015年9月16日  | 1        | TVB網頁 （页面存档备份，存于）                    |
| 月光寶鑑 （Moon）                                                             | 明珠台            | 2015年9月23日  | 1        | TVB網頁 （页面存档备份，存于）                    |
| 阿Sir再探進化島 （Galapagos Islands of Change）                           | 明珠台            | 2015年9月29日  | 1        |                                                   |
| 無底黑洞 （Swallowed by a Black Hole）                                    | 明珠台            | 2015年9月30日  | 1        |                                                   |
| 雪鴞女王 （Snowy Owl Queen of the North）                                                             | 明珠台            | 2015年10月1日  | 1        |                                                   |
| 天氣反常了？ （What's Wrong with our Weather?）                           | 明珠台            | 2015年10月23日 | 1        |                                                   |
| 富士靈山活水                                                              | 高清翡翠台        | 2016年1月1日   | 1        |                                                   |
| 生命禮讃                                                                  | 高清翡翠台        | 2016年1月2日   | 6        |                                                   |
| 絕境求生指南 （So You Think You'd Survive?）                                                         | 明珠台            | 2016年1月4日   | 第一季#8 |                                                   |
| 尋找天際霸主 （The Making of David Attenborough's Conquest of the Skies） | 明珠台            | 2016年1月5日   | 1        |                                                   |
| 史前翼龍 （Flying Monsters with David Attenborough）                      | 明珠台            | 2016年1月12日  | 1        |                                                   |
| 尋找史前翼龍 （Making David Attenborough's Flying Monsters）              | 明珠台            | 2016年1月19日  | 1        |                                                   |
| 阿Sir之巨鳥物語 （Attenborough's Big Birds）                                                      | 明珠台            | 2016年1月26日  | 1        |                                                   |
| 氣候危機 （Years of Living Dangerously）                                  | 明珠台            | 2016年1月27日  | 第一季#9 |                                                   |
| 狐猴遊學團                                                                | 高清翡翠台        | 2016年2月10日  | 1        |                                                   |
| 人間絕色                                                                  | 翡翠台            | 2016年6月9日   | 4        | 後期製作版 TVB網頁 （页面存档备份，存于）         |
| 海豚特工隊                                                                | J5                | 2016年8月6日   | 2        |                                                   |
| 當這地球沒有樹                                                            | J5                | 2016年11月11日 | 1        |                                                   |
| 地球那一邊 （Somewhere Out There）                                                           | J5                | 2017年1月3日   | 8        | TVB網頁 （页面存档备份，存于）                    |
| 園林                                                                      | J5                | 2017年1月3日   | 8        | TVB網頁 （页面存档备份，存于）                    |
| 長城：中國的故事                                                          | J5                | 2017年1月19日  | 12       | TVB網頁 （页面存档备份，存于）                    |
| 動物花生騷                                                                | 明珠台            | 2017年1月20日  | 1        |                                                   |
| 野性哥倫比亞 （Into the Wild Colombia）                                                         | 明珠台            | 2017年1月24日  | 3        |                                                   |
| 史前巨獸 （World's Biggest Beasts）                                                             | 明珠台            | 2017年1月27日  | 2        |                                                   |
| 第三極 （Roof of the World）                                                               | 翡翠台            | 2017年2月4日   | 6        | TVB網頁 （页面存档备份，存于）                    |
| 神秘的印度 （Hidden India）                                                           | 明珠台            | 2017年2月14日  | 3        |                                                   |
| 阿Sir暢遊大堡礁                                                           | 明珠台            |                | 3        |                                                   |
| 孤獨地球 （Spaceship Earth）                                                             | 明珠台            |                | 5        | [ 5 ]                                             |
| 天際生命力 （Life in the Air）                                            | 明珠台            |                | 3        |                                                   |

- 明珠台：21世紀創領域（The New Edge）
- 明珠台：時移世易（Time Machine）
- 明珠台：高溫地球（2050 Future Storm）
- 明珠台：全球告急（Global Dimming）
- 明珠台：高速震盪（High Speed Impact the Hidden Toll）
- 明珠台：人體漫遊（The Human Body）
- 明珠台：懷胎十月（In the Womb）
- 明珠台：生命進行曲（Triumph Of Life）
- 明珠台：超級新人類（Superhuman）
- 明珠台：宇宙無限（Space）
- 明珠台：科技最前線（Innovation: Life, Inspired）
- 明珠台：驚天巨浪 (The Wave That Shook the World）
- 明珠台：末日狂想曲（End Day）
- 明珠台：科學透視（Naked Science）
- 明珠台：黃石極級火山（Supervolcano The Truth about Yellowstone）
- 明珠台：太陽（The Sun）
- 明珠台：月亮（The Moon）
- 明珠台：全球大「熱」: 熱浪警號（The Heat is On - Too Hot Not to Handle）
- 明珠台：全球大「熱」: 地球在溶解（The Heat is On - Meltdown）
- 明珠台：全球大「熱」: 末日在望（The Heat is On - The End of the World As We Know It）
- 明珠台：全球大「熱」: 絕密真相（The Heat is On - Global Warming: Bush's Climate of Fear）
- 明珠台：百大驚世發現 (100 Greatest Discoveries）
- 明珠台：天造地設（Earth: The Power Of Planet）
- 明珠台：天生我材（The Making of Me）
- 明珠台：精算人生（Foolproof Equations for a Perfect Life）
- 明珠台：我們的足跡–美國篇 （Human Footprint）
- 明珠台：人體無極（Human Body Pushing the Limits）
- 明珠台：地球大無畏（Fearless Planet）
- 明珠台：明日世界（Future Earth）
- 明珠台：人之最 (The Brain）

## 建築
| 节目名稱                                                    | 頻道               | 首播日期       | 集數      | 備註                           |
| 上海建筑百年                                                | 翡翠台             | 1997           |           |                                |
| 超級大都會 （Megacities）                                   | 明珠台             |                |           |                                |
| 後現代建築 （Euromaxx Architecture）                        | 明珠台             |                |           |                                |
| 世紀夢工程 （Extreme Engineering）                          | 明珠台             |                |           |                                |
| 劃時代建築 （Dan Cruickshank's Adventures in Architecture） | 明珠台             | 2010年         | 8         | [ 3 ]                          |
| 超級工程 （China's Mega Projects）                          | 翡翠台、高清翡翠台 | 2013年10月19日 | 第一季5集 |                                |
| 超級工程 （China's Mega Projects）                          | 無綫財經台         | 2017年8月15日  | 第二季4集 |                                |
| 超級工程 （China's Mega Projects）                          | 無綫財經·資訊台    | 2019年1月15日  | 第三季5集 |                                |
| 生活與建築 （The Secret Life of Buildings）                                             | 明珠台             | 2014年2月19日  | 3         | TVB网页 （页面存档备份，存于） |
| 倫敦橋頭寶 （The Bridges That Built London with Dan Cruickshank）                                             | 高清翡翠台         | 2014年5月1日   | 1         | TVB网页 （页面存档备份，存于） |
| 夢幻城堡 （L'Europe en Châteaux）                                               | 高清翡翠台         | 2014年7月19日  | 5         | TVB网页 （页面存档备份，存于） |

## 動物
| 节目名稱                                         | 頻道       | 首播日期       | 集數      | 備註                           |
| 野豹一族 (Cheetahs,The Blood Brothers)           | 明珠台     |                |           |                                |
| 藍地球 (The Blue Planet)                         | 明珠台     |                |           |                                |
| 進化新紀元 (Evolution)                           | 明珠台     |                |           |                                |
| 動物之最 (The Most Extreme)                      | 明珠台     |                |           |                                |
| 哺乳類全傳 (The Life of Mammals)                 | 明珠台     |                |           |                                |
| 變種人類 (Human Mutants)                         | 明珠台     |                |           |                                |
| 野外之最 (Wildlife Greats)                       | 明珠台     |                |           |                                |
| 無脊椎世界 (Life in the Undergrowth)             | 明珠台     |                | 5         |                                |
| 史前公園 (Prehistoric Park)                      | 明珠台     |                |           |                                |
| 向深海出發 (Oceans)                              | 明珠台     |                |           |                                |
| 三雄爭霸 (Caught on Safari: Battle at Kruger)    | 明珠台     |                |           |                                |
| 自然大事件 （Nature's Great Events）             | 高清翡翠台 | 2009年         | 6         |                                |
| 自然大事件日誌 （Nature's Great Events Diaries） | 明珠台     | 2009年         | 1         |                                |
| 神獸藝訓班 （Manege frei!）                                  | 高清翡翠台 | 2013年2月16日  | 5         | TVB网页 （页面存档备份，存于） |
| 動物真細小 （Super Tiny Animals）                                  | 明珠台     | 2013年3月1日   | 3         |                                |
| 寵物小寶貝 （Too Cute）                          | 明珠台     | 2013年5月3日   | 第一季#6  |                                |
| 寵物小寶貝 （Too Cute）                          | 明珠台     | 2014年3月4日   | 第二季#16 | TVB网页 （页面存档备份，存于） |
| 寵物小寶貝 （Too Cute）                          | 明珠台     | 2015年3月3日   | 第三季#16 | TVB网页 （页面存档备份，存于） |
| 狗狗密語 （Secret Life of Dogs）                                    | 明珠台     | 2013年6月14日  | 1         |                                |
| 富貴寵物 （The World's Most Pampered Pets）                                    | 明珠台     | 2013年8月16日  | 2         |                                |
| 四條腿特工隊 （Animal Heroes）                                | 明珠台     | 2013年8月30日  | 3         |                                |
| 趣怪奇兵 （Freaks and Creeps）                                    | 明珠台     | 2013年10月11日 | 3         |                                |
| 動物巨無霸 （Supergiant Animals）                                  | 明珠台     | 2014年4月22日  | 1         | TVB网页 （页面存档备份，存于） |
| 智趣動物科 （Animal Science）                    | 翡翠台     | 2014年7月12日  | 26        | TVB网页 （页面存档备份，存于） |
| 怪誕農莊 （World's Weirdest Funny Farms）                                    | 明珠台     | 2014年11月5日  | 1         | TVB网页 （页面存档备份，存于） |
| 動物大搜查                                       | 翡翠台     | 2015年1月24日  | 第一季#26 |                                |
| 動物大搜查                                       | 翡翠台     | 2015年12月19日 | 第二季#26 |                                |
| 問問MC蛛                                         | 翡翠台     | 2015年7月23日  | 40        |                                |
| 動物仔傾吓偈                                     | 翡翠台     | 2015年9月12日  | 26        |                                |

## 备注
1. ↑  共有3个版本：原版[3]、後期製作版[1]、英语版[2]
2. ↑  共有2个版本：原版[3]、後期製作版[1]